# Fanfare voor CUBE
De Fanfare voor CUBE is een compositie van Witold Lutosławski. De Poolse componist werd op 11 juni 1987 geëerd door de Universiteit van Cambridge. Hij schreef voor die gelegenheid dit koperkwintet voor (leden van) het 'Cambridge University Brass Ensemble' (CUBE).
De samenstelling:
- 1 hoorn, 2 trompetten, 1 trombone, 1 tuba

## Discografie
- Uitgave Naxos: leden van Pools Nationaal Radio-Symfonieorkest o.l.v. Antoni Wit opname 2000